# Hans von Pezold

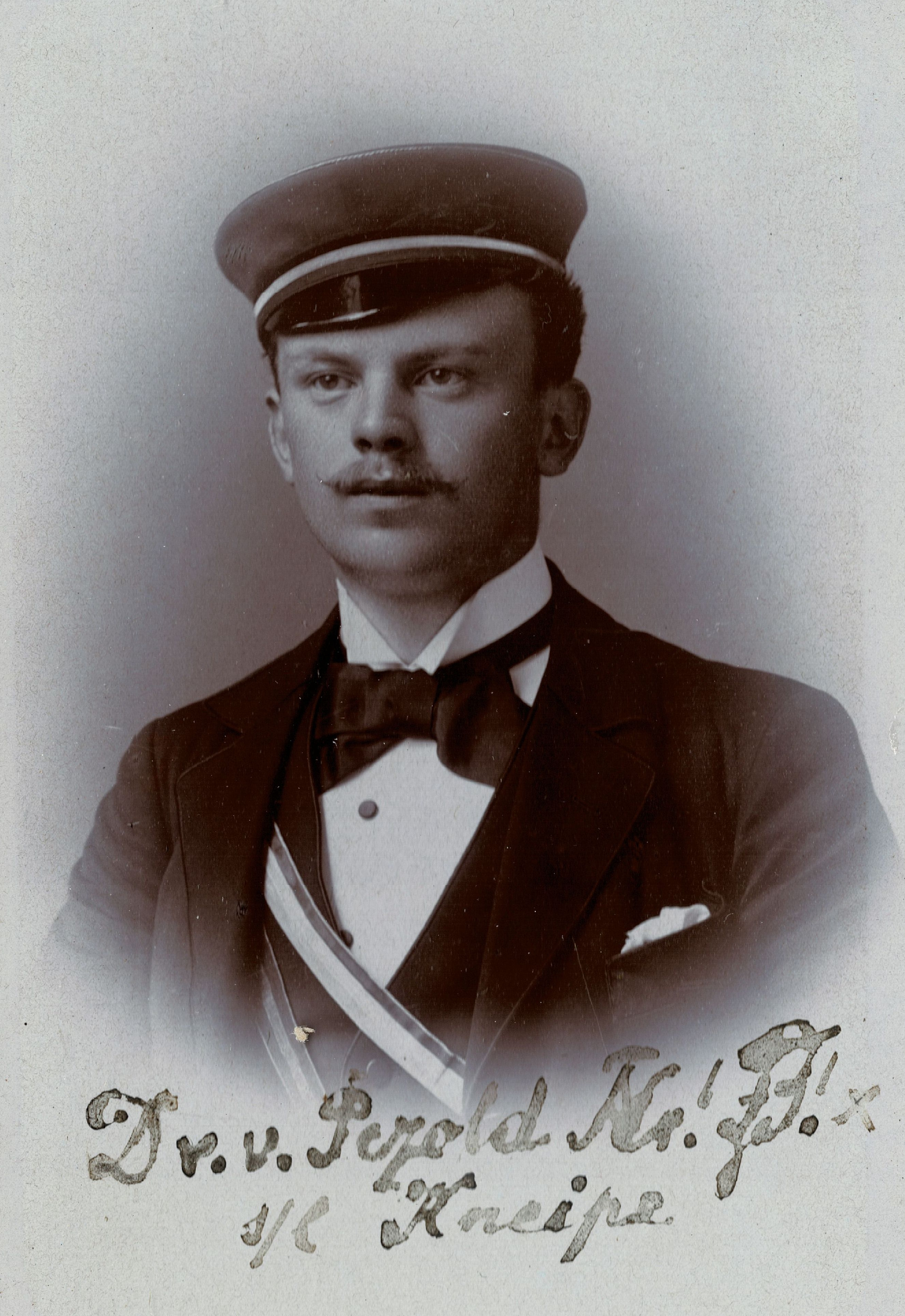
Hans von Pezold

Johannes Ernst von Pezold (* 18. Juni 1870 in Riga; † 1. Juli 1935 in Karlsruhe) war ein deutscher Sanitätsoffizier und Hochschullehrer. Er  war Leitender Arzt am Karlsruher Städtischen Krankenhaus und Dozent an der Technischen Hochschule Karlsruhe.

## Leben
Sein Vater Leopold von Pezold (1832–1907) war Kunstmaler und Chefredakteur der Riga'schen Zeitung. Die zunehmende Russifizierung trieb die deutsch-baltische Familie 1879 nach Karlsruhe, Haupt- und Residenzstadt des Großherzogtums Baden. Im selben Jahr trat Pezold dort in die Sexta des Großherzoglichen Gymnasiums ein, an dem er auch sein Abitur ablegte. Sein wohl prominentester Mitschüler war Gustav von Bohlen und Halbach, der später unter dem Namen Krupp von Bohlen und Halbach bekannt wurde. Ab 1. Oktober 1888 leistete er in Gottesaue das erste Halbjahr seines Militärdienstes als Einjährig-Freiwilliger beim Feldartillerie-Regiment „Großherzog“ (1. Badisches) Nr. 14. Anschließend studierte er Vorklinik an der Philipps-Universität Marburg, wo er 1890 im  Corps Hasso-Nassovia recipiert wurde. Nach fünf Semestern wechselte er an die Friedrich-Wilhelms-Universität zu Berlin und später an die Friedrich-Alexander-Universität Erlangen. Er wurde in den Vorstand der Pfarrerstochter gewählt, fühlte sich aber so einsam wie als MC beim Corps Baruthia. Er wurde kurzentschlossen bei Baruthia aktiv (1893) und zeichnete sich als Senior aus. Er war der geborene Bismarck-Redner. Das Studium beendete er an der Ludwig-Maximilians-Universität München, an der er im Frühjahr 1894 das Staatsexamen ablegte. Dann absolvierte er in Gottesaue seinen restlichen Militärdienst, das zweite halbe Jahr seiner Einjährigen-Zeit.
Danach kam Pezold als Assistenzarzt ins 1. Badische Leib-Grenadier-Regiment Nr. 109. Nach seiner Zeit in diesem Regiment verließ er Karlsruhe und war, zum Stabsarzt befördert, fünf Jahre lang in Offenburg Bataillonsarzt beim 9. Badischen Infanterie-Regiment Nr. 170 in der 29. Division (Deutsches Kaiserreich). Von 1904 bis 1910 war er wieder in Karlsruhe, als Stabsarzt Kadettenanstalt. Anschließend war Pezold 1910–1912 in Paderborn beim 7. Lothringischen Infanterie-Regiment Nr. 158 in der 13. Division, dann in Ulm zwei Jahre beim traditionsreichen Feldartillerie-Regiment „König Karl“ (1. Württembergischen) Nr. 13, das zum XIII. (Königlich Württembergischen) Armee-Korps gehörte. Zu Beginn des Ersten Weltkriegs wurde Petzold Chefarzt des ebenfalls zum XIII. Armee-Korps gehörenden Feldlazaretts 7. Nach mehreren Kommandierungen zur Vertretung von Divisionsärzten wurde er am 24. Dezember 1916 zum Divisionsarzt der 242. Infanterie-Division ernannt. Nach dem Weltkrieg kam er abermals nach Karlsruhe, wo er nun leitender Arzt der Hautabteilung des heutigen Städtischen Klinikums wurde. Er hielt einen Lehrauftrag für Sexualpädagogik an der TH Karlsruhe und am Badischen Staatstechnikum. Er war intensiv publizistisch tätig. Sein Nachlass, darunter sein mehrbändiges Kriegstagebuch, wird im Hauptstaatsarchiv Stuttgart verwahrt (Bestand M 660/032).

## Auszeichnungen
- Rechtsritter des Johanniterordens
- Eisernes Kreuz II. und I. Klasse

## Publikationen
- Zur Statistik der Oberkiefertumoren. F. Gutsch. Karlsruhe 1893.
- Kriegs-Tagebuch des Württ. Feldlazaretts Nr 7. F. & W. Mayer. Eslingen 1919.
- Die Geschlechtskrankheiten. Verlagsanstalt E. Deleiter. Dresden 1926.
- Zur Geschichte der Prostitution in Karlsruhe. Chr. Fr. Müller’sche Buchhandlung. Karlsruhe 1926.
- Das Gesetz zur Bekämpfung der Geschlechtskrankheiten als Kompromiß, in: Archiv für Soziale Hygiene und Demographie 2 (1926/27) 468–471.
- Sexualpädagogische Hochschulvorlesungen. Zeitschrift Ethik 1928/29, 3. Heft, S. 175–178.
- Studien- und Kriegsjahre eines Hessen-Nassauers. Selbstverlag des Verfassers. Karlsruhe 1929.
- Großherzogin Luise von Baden. Deutsches Adelsblatt, Berlin 1933.
- Das Problem der Geschlechtskrankheiten in der schönen Literatur Deutschlands. Fortschritte der Medizin 51 (1933)
- Goethe und die Prostitution. Mitteilungen der Deutschen Gesellschaft zur Bekämpfung der Geschlechtskrankheiten, Band XXXI, Berlin 1933.
- Vor zwanzig Jahren. Deutsche Medizinische Wochenschrift 1934, Nr. 31, 41 und 43.
- Der Truppenarzt im Felde. Die Pyramide. Wochenschrift zum Karlsruher Tagblatt vom 3. Februar 1935, S. 18f.